# Еуґен Йогансен
Еуґен Йогансен (норв. Eugen Johansen, 1 лютого 1892 — 31 грудня 1973) — норвезький вершник.
Срібний призер Олімпійських Ігор 1928 року в командному триборстві.